# Thaumalea thalhammeri
Thaumalea thalhammeri is een muggensoort uit de familie van de bronmuggen (Thaumaleidae). De wetenschappelijke naam van de soort is voor het eerst geldig gepubliceerd in 1956 door Zilahi-Sebess.